# Supercoppa d'Irlanda 2014
La Supercoppa d'Irlanda 2014 è stata la prima edizione del trofeo. La partita si è disputata il 2 marzo 2014 al Richmond Park di Dublino tra la squadra campione della Premier Division 2013, St Patrick's, e la squadra campione della FAI Cup 2013, Sligo Rovers. La supercoppa è stata vinta dal St Patrick's grazie alla rete segnata da Keith Fahey al 18º minuto. Il trofeo è stato consegnato ai vincitori direttamente da Michael D. Higgins, Presidente della Repubblica d'Irlanda.

## Tabellino
| Arbitro: | Paul McLaughlin |

|           |           |  |
| Fahey 18’ | Marcatori |  |

| St Patrick's | Sligo Rovers |

|                 |    |                       |     |     |
|                 |    |                       |     |     |
| GK              | 1  | Brendan Clarke        |     |     |
| DF              | 2  | Ger O'Brien (c)       |     |     |
| DF              | 15 | Kenny Browne          |     |     |
| DF              | 5  | Ken Oman              | 75’ |     |
| DF              | 3  | Ian Bermingham        |     |     |
| MF              | 8  | Keith Fahey           |     | 87’ |
| MF              | 6  | Greg Bolger           |     |     |
| MF              | 7  | Conan Byrne           |     |     |
| MF              | 11 | Killian Brennan       | 59’ |     |
| MF              | 17 | Christopher Forrester |     | 72’ |
| FW              | 9  | Christy Fagan         |     | 87’ |
| A disposizione: |    |                       |     |     |
| GK              | 16 | Rene Gilmartin        |     |     |
| DF              | 4  | Derek Foran           |     |     |
| MF              | 14 | James Chambers        |     |     |
| MF              | 18 | Lee Lynch             |     | 87’ |
| MF              | 10 | Mark Quigley          |     | 87’ |
| MF              | 22 | Conor McCormack       |     |     |
| FW              | 21 | Daryl Kavanagh        |     | 72’ |
| Allenatore:     |    |                       |     |     |
| Liam Buckley    |    |                       |     |     |

|                 |    |                  |     |
|                 |    |                  |     |
| GK              | 12 | Richard Brush    |     |
| DF              | 2  | Alan Keane (c)   |     |
| DF              | 5  | Evan McMillan    |     |
| DF              | 6  | Jeff Henderson   |     |
| DF              | 3  | Danny Ledwith    |     |
| MF              | 8  | David Cawley     | 80’ |
| MF              | 15 | Joseph N'Do      | 61’ |
| MF              | 22 | Eric Odhiambo    |     |
| MF              | 18 | John Russell     | 61’ |
| FW              | 20 | Aaron Greene     |     |
| FW              | 7  | Danny North      |     |
| A disposizione: |    |                  |     |
| GK              | 1  | Gary Rogers      |     |
| DF              | 29 | Séamus Conneely  | 80’ |
| DF              | 16 | Kalen Spillane   |     |
| DF              | 24 | Jake Dykes       |     |
| MF              | 14 | Paul O'Conor     | 61’ |
| FW              | 10 | Raffaele Cretaro | 61’ |
| Allenatore:     |    |                  |     |
| Ian Baraclough  |    |                  |     |